# Mateusz Cholewa van Krakau
Mateusz Cholewa van Krakau (overleden op 18 oktober 1166, Krakau) was tussen 1143 en 1165 de bisschop van Krakau. Hij was een telg van het adellijke geslacht Cholewa. In 1145 schrijft hij een brief aan Bernardus van Clairvaux waarin hij hem vraagt om hulp voor een kruistocht tegen de Roes, die Mateusz omschrijft als "valse gelovigen". Met deze kruistochten wist hij veel gebied als quasi alter orbis te veroveren.
In 1163 stichtte hij het klooster van Orde van het Heilig Graf van Jeruzalem in Miechów. De bisschop ligt begraven in de Norbertijnenkerk van Krakau.